# Gribiche
Gribiche (fr. sauce gribiche) – francuski zimny sos majonezowy.
Przyrządzany na bazie świeżego majonezu z dodatkiem posiekanego białka z jaja, korniszonów, kaparów i przyprawiony estragonem albo nacią pietruszki. Podawany do dań rybnych i skorupiaków. W klasycznym przepisie francuskim wśród przypraw wymienia się ponadto trybulę oraz ocet, sól i pieprz.